# Rafle d'Annecy
La ville d'Annecy a connu trois rafles d'importance au cours de la seconde guerre mondiale. 
La rafle  de Juifs effectuée à Annecy (Haute-Savoie), le 16 novembre 1943 par la Feldgendarmerie devant l'Hôtel des Marquisats. Vingt femmes et enfants sont raflés et déportés en camp de concentration. Le même jour, quai Jules Philippe, devant l'école, 6 enfants juifs ont été arrêtés et déportés. Nombre d'entre eux sont assassinés.
Le 13 mars 1944 voit la plus grande rafle des forces du Maintien de l'ordre de la ville. 98 personnes sont arrêtées. 18 sont déportées le 21 mars vers Marvejols, Langogne ou Saint-Sulpice-la-Pointe. De là, ils seront déportés vers Ravensbruck ou Dachau.
Le 23 mars 1944, une rafle opérée par la Milice ou le Service des menées anti-nationales permet d'incarcérer 26 personnes, en majorité des jeunes, voire très jeunes gens (le plus jeune a 15 ans), vivant dans le quartier de la Prairie.

## Historique
La rafle des Marquisats a lieu le 16 novembre 1943,,, .
Le rabbin d'Annecy, Robert Meyers, avait précédemment été arrêté avec sa famille à la gare d'Annemasse et déporté, en décembre 1942, pour être assassiné deux mois plus tard,.
Assignée à résidence à Annecy en septembre 1943, la mère de Samuel Pintel (né en février 1937) est raflée. Elle a la présence d'esprit de pousser son enfant vers une amie non-juive présente. Il quitte le soir même Annecy pour Chambéry. L'Œuvre de secours aux enfants (OSE) le prend en charge. Le résistant Miron Zlatin le cherche à Chambéry pour l'amener à Maison d'Izieu. Il quitte cette maison quelques mois avant la rafle des enfants d'Izieu.

## Juifs raflés à Annecy, le 16 novembre 1943
La liste des Juifs raflés à Annecy, le 16 novembre 1943, s'établit ainsi :
- ABRAMOVICH Eva : 30 ans
- ACOUNI Emme : 50 ans
- BERNHEIM Léoplod : 51 ans
- BERNHEIM Lina : 41 ans
- GOLD Salomon : 66 ans
- GOLD Sarah : 44 ans
- GRINBLATT Rywka : 30 ans
- HEGER Raymond : 4 ans
- LANDAU-PETROWER Chana : 33 ans
- PETROWER Clara : 33 ans
- PINTEL Tauba : 34 ans
- REIN Suzanne : 44 ans
- RZEZNICK Chaïm : 50 ans
- URBACH Liliane : 11 ans
- WINKELMANN Eva : 34 ans
- WITELSON Stéphanie : 37 ans
- WODOWSKI Félix : 6 ans
- WODOWSKI Régine : 11 ans
- WODOWSKI Sylvia : 45 ans
- ZILBERSTEIN Marcel : 8 ans

## Déportés  (liste partielle)
La liste partielle des déportés par le Convoi No. 62, en date du 20 novembre 1943, vers Auschwitz, s'établit ainsi:
- Raymond Heger (4 ans), né le 26 août 1939, dans le 3e arrondissement de Paris[12]
- Cywja Wodowski (née Nachtmann) (45 ans), née le 15 décembre 1898 à Varsovie, Pologne[12]
- Félix Wodowski (6 ans), né le 25 avril 1937, dans le 12e arrondissement de Paris[12]
- Régina Wodowski (11 ans), née le 12 septembre 1932, dans le 12e arrondissement de Paris[12]
- Marcel Zylbersztejn (7 ans) né le 27 décembre 1935, dans le 12e arrondissement de Paris[12].

## Les 26 raflés du 23 mars 1944 ont tous été déportés à Dachau
Incarcérés à la prison Saint-Paul de Lyon, ils sont déportés à Dachau le 29 juin 1944. 14 ne sont pas rentrés, dont les deux-tiers des jeunes :
| Matricule | NOM               | âge | né le      | à              | lieu décès  | date décès |
| 75822     | Paul ARNAUD       | 16  | 15/08/1927 | Ville-la-Grand | Flossenberg | 08/01/1945 |
| 75938     | Serge BASSAN      | 19  | 20/04/1924 | Rovigo         | Buchenwald  | 02/03/1945 |
| 75742     | Guy CERIATI       | 16  | 08/11/1927 | Annecy         | Leitmeritz  | 02/12/1944 |
| ?         | André ECUER       | 16  | 11/09/1927 | Choulex        | Leitmeritz  | 30/12/1944 |
| 76065     | J-F EXCOFFIER     | 18  | 15/11/1925 | Annecy         | Nancy       | 06/06/1945 |
| 76075     | Arsène FONTAINE   | 19  | 29/01/1925 | Annecy         | Leitmeritz  | 02/12/1944 |
| 76090     | Henri GENEVE      | 19  | 27/03/1925 | Taninges       | Mauthausen  | 20/03/1945 |
| 76091     | Antoine GIARETTA  | 20  | 30/01/1924 | Sandrigo       | Ohrdruf     | 13/03/1945 |
| 76089     | Louis GIARETTA    | 24  | 14/12/1919 | Sandrigo       | Ohrdruf     | 13/03/1945 |
| 75751     | Ferdinand MILLION | 15  | 03/09/1928 | Lagnieu        | Neuengamme  | 14/01/1945 |
| 75879     | Paul PERRET       | 16  | 13/08/1927 | Annecy         | Leitmeritz  | 08/03/1945 |
| 75880     | Georges POCHON    | 16  | 17/01/1928 | Annecy         | Flossenberg | 31/12/1944 |
| 76032     | Oscar POLLON      | 19  | 30/09/1924 | Annecy         | Mauthausen  | 29/04/1945 |
| 76268     | Noël ROISSARD     | 27  | 23/02/1927 | Plaimpalais    | Gotenhafen  | 20/01/1945 |

12 ont pu revenir, dont Walter Bassan qui a raconté son histoire et a été "héros" d'un film.
| Nom          | libéré le | à               | matricule | né le      | à            | date décès | lieu décès       |
| BARRUCAND    | 29/04/45  | Füssen          | 75939     | 11/08/1925 | Alex         | 24/05/1995 | Annecy           |
| W. BASSAN    | 29/04/45  | Füssen          | 75823     | 05/11/1926 | Rovigo       | 05/09/2017 | La Tour          |
| BIJASSON     | 29/04/45  | Füssen          | 75741     | 11/08/1927 | Annecy       | 15/07/1990 | Annecy-le-Vx     |
| BONNET       | 29/04/45  | Füssen          | 75779     | 01/03/1928 | Ceyzerieu    | 16/08/2019 | Épagny-M-T       |
| CHOLLET      | 29/04/45  | Flossenbürg     | 76192     | 22/01/1914 | Sallanches   | 19/06/1960 | Aix-les-Bains    |
| CLADÉ        | 29/04/45  | Allach          | 76185     | 07/02/1900 | Noisy-le-Gd  | 30/11/1983 | Annecy           |
| DECHAVASSINE | 29/04/45  | Kempten-Kothern | 76150     | 16/10/1915 | Lugrin       | 19/01/1990 | Évian            |
| DELIEUTRAZ   | 29/04/45  | Füssen          | 76151     | 12/01/1925 | Choisy       | 20/02/1977 | Annecy           |
| DERUAZ       | 29/04/45  | Kempten-Kothern | 76202     | 12/02/1922 | Annecy-le-Vx | 07/09/1976 | Bagnols en Forêt |
| FERROLLIET   | 12/05/45  | Dachau          | 76074     | 02/05/1913 | Injoux       | 18/06/1947 | Injoux           |
| PEILLOUD     | 29/04/45  | Dachau          | 75881     | 07/02/1928 | Annecy       | 12/04/1984 | Montpellier      |
| PRATTER      | 29/04/45  | Füssen          | 76262     | 05/12/1925 | Annecy       | 23/07/1977 | Annecy           |

## Mémoire
- Une plaque commémorative sur la rafle d’enfants juifs du 16 novembre 1943 est apposée sur le fronton de l’école du quai Jules-Philippe située à côté de la mairie d’Annecy[14].
- Square des Martyrs de la Déportation à Annecy[15].
- Une plaque au cimetière de Morette rappelle les déportés raflés le 13 mars.
- Une plaque rappelle les tortures subies par les raflés du 23 mars sur les murs de l'Intendance à Annecy.